# SN 2006cj
SN 2006cj – supernowa typu Ia odkryta 17 maja 2006 roku w galaktyce A125924+2820. W momencie odkrycia miała maksymalną jasność 18,10m.